# سیارک ۱۷۷۳۷
سیارک ۱۷۷۳۷ (به انگلیسی: 17737 Sigmundjahn، نامگذاری:1998BF14) هفده هزار و هفتصد و سی و هفتمین سیارک کشف شده‌است که در ۲۷ ژانویه ۱۹۹۸ کشف شد.
قدر مطلق سیارک برابر ۱۵٫۱۰ است.